# Travelers
Travelers (Viajeros en español) es una serie de televisión de ciencia ficción creada por Brad Wright, y protagonizada por el actor ganador del Emmy, Eric McCormack. La serie es una coproducción entre Netflix y Showcase.
La primera temporada consta de 12 episodios y se estrenó en Showcase el 17 de octubre de 2016, globalmente (fuera de Canadá) en Netflix, el 23 de diciembre de 2016. El 8 de febrero de 2017, Netflix y Showcase renovó el show para una segunda temporada. La producción de la temporada 2 comenzó en marzo de 2017.
La segunda temporada se estrenó el 26 de diciembre de 2017 en Netflix y la tercera al año siguiente, el 14 de diciembre de 2018.

## Argumento
Cientos de años en el futuro, los humanos crean una inteligencia cuántica capaz de enviar sus conciencias a través del tiempo a personas en el siglo XXI. Estos "viajeros" asumen la vida de personas de las cuales se conoce el momento exacto en que mueren, y después trabajarán secretamente realizando misiones para salvar a la humanidad de un terrible futuro.

## Reparto

### Principal
- Eric McCormack (Viajero 3468) como Grant MacLaren, un agente especial del FBI y el líder del equipo.[5]
- Mackenzie Porter (Viajero 3569) como Marcy, la médica del equipo que asume la vida de una empleada de limpieza en una biblioteca con cierta discapacidad mental.
- Jared Abrahamson (Viajero 0115) como Trevor, uno de los humanos más viejos, físico e ingeniero del equipo que asume la vida de un popular deportista adolescente.
- Reilly Dolman (Viajero 3326) como Philip, el historiador del equipo que asume la vida de un joven adicto a la heroína. Es el que más sufre.
- Nesta Cooper (Viajero 3465) como Carly, estratega  del equipo que asume la vida de una madre maltratada y separada.

### Recurrente
- Patrick Gilmore como David, el trabajador social de Marcy

- Leah Cairns como Kat, esposa del agente MacLaren.
- Arnold Pinnock como Forbes, compañero de Grant en el FBI.
- J. Alex Brinson como Jeff, policía y maltratador, exesposo de Carly y padre de su bebé.
- Kyra Zagorsky como la Dra. Delaney, una física a cargo de la investigación sobre antimateria en la Van Huizen Corporation (temporada 1).
- Ian Tracey como Ray.
- Teryl Rothery como Patricia Holden, madre de Trevor.
- William MacDonald como Gary Holden, padre de Trevor.
- Kristine Cofsky como un viajero de otro equipo. Su anfitrión es la oficial de policía Boyd.

## Protocolos
Los protocolos de los viajeros son una serie de normas y premisas para cumplir la misión. Por ahora se conocen seis, adicionalmente existe un protocolo llamado alpha, el cual es usado para repetir un evento reiteradamente para asegurar una misión. Su primera aparición se cita en el episodio “17 minutos” donde varios viajeros repiten una misión 8 veces hasta conseguirla, retrocediendo en el tiempo 17 minutos en cada una de ellas ː
1. Protocolo 1: La misión es lo primero (Nunca poner en peligro la misión).
2. Protocolo 2: Este protocolo consta de dos partes:
  - No se llamen unos a otros por sus nombres del futuro "Deja el futuro en el pasado".
  - No utilices los conocimientos del futuro para tu beneficio personal.
3. Protocolo 3: No quites una vida; no salves una vida, a menos que se te ordene lo contrario.
4. Protocolo 4: No debes reproducirte.
5. Protocolo 5: En ausencia de dirección, debes seguir con la vida de tu anfitrión.
6. Protocolo 6: No te pongas en contacto con otros equipos personalmente o por la Internet profunda salvo en caso de extrema urgencia y todos los equipos tienen que estar separados.

Protocolo Omega: El director no intervendrá más en esta línea de tiempo. Significa que los viajeros son libres de seguir con sus vidas y decidir sobre ellas. Esto se da en:
A) El camino óptimo para un futuro mejor.
B) Las líneas temporales que no tienen solución y están perdidas.

## Episodios
| Temporada | Temporada | Episodios | Episodios | Emisión original        | Emisión original        | Emisión original |
| Temporada | Temporada | Episodios | Episodios | Primera emisión         | Última emisión          | Cadena           |
| --------- | --------- | --------- | --------- | ----------------------- | ----------------------- | ---------------- |
|           | 1         | 12        | 12        | 17 de octubre de 2016   | 2 de enero de 2017      | Showcase         |
|           | 2         | 12        | 12        | 16 de octubre de 2017   | 18 de diciembre de 2017 | Showcase         |
|           | 3         | 10        | 10        | 14 de diciembre de 2018 | 14 de diciembre de 2018 | Netflix          |

### Primera temporada (2016-17)
| N.º en serie | N.º en temp. | Título       | Dirigido por   | Escrito por                                        | Fecha de emisión original                                            |
| --- | ------------ | ------------ | -------------- | -------------------------------------------------- | -------------------------------------------------------------------- |
| 1 | 1            | «Travelers»  | Nick Hurran    | Brad Wright                                        | 17 de octubre de 2016 (Showcase) 23 de diciembre de 2016 (Netflix)   |
| Marcy, una mujer con discapacidad de aprendizaje es agredida mientras sale del trabajo. Después de caer en agonía, se levanta para luchar contra sus atacantes. Trevor casi muere en un combate de boxeo, pero él también se transforma y se rinde. Philip, un adicto, se inyecta heroína con un amigo. Philip sobrevive, pero su amigo muere. Carly casi es asesinada por el padre abusivo de su bebé, pero ella sobrevive. El agente del FBI, MacLaren, comienza a rastrearlos hasta localizarlos en un edificio abandonado, donde ellos le explican que son del futuro y toman el control de los cuerpos de las personas justo antes de morir. MacLaren también es tomado por un viajero y toma su lugar como líder del grupo. |              |              |                |                                                    |                                                                      |
| 2 | 2            | «Protocol 6» | Andy Mikita    | Gillian Muller                                     | 24 de octubre de 2016 (Showcase) 23 de diciembre de 2016 (Netflix)   |
| En su primera misión el equipo debe impedir que un cargamento de antimateria explote y mate a miles de personas, sin embargo las cosas no salen como se habían planeado. El camión que transporta la antimateria es detenido y transfieren el cargamento a un dispositivo de contención para su custodia. En su lugar es colocado un explosivo que está configurado para explotar y encubrir el robo. La misión se suponía que era un simple traspaso a otro equipo de viajeros, pero el contacto muere justo después de que la transferencia de conciencia es realizada. Esto retrasa el plan, debiendo extender el tiempo del envase que contiene la antimateria antes de que llegue a un nivel crítico y explote. La actualización falla y acorta el tiempo por lo que necesitan averiguar otra manera de almacenar la antimateria. Ellos diseñan un plan para devolver la antimateria a la planta de la que proviene. Con la ayuda del científico que lo creó, tienen éxito. |              |              |                |                                                    |                                                                      |
| 3 | 3            | «Aleksander» | Andy Mikita    | Tara Armstrong and Mika Collins                    | 31 de octubre de 2016 (Showcase) 23 de diciembre de 2016 (Netflix)   |
| Uno de los miembros del equipo está experimentando la culpa de no ser capaz de salvar la vida de aquellos que saben que van a morir. Una nueva misión para salvar a un joven que fue secuestrado es dada al equipo, con resultados desastrosos. |              |              |                |                                                    |                                                                      |
| 4 | 4            | «Hall»       | Martin Wood    | Pat Smith                                          | 7 de noviembre de 2016 (Showcase) 23 de diciembre de 2016 (Netflix)  |
| El liderazgo de MacLaren es desafiado cuando es dirigido a ayudar a un equipo de viajeros más experimentados que quieren unir fuerzas. |              |              |                |                                                    |                                                                      |
| 5 | 5            | «Room 101»   | Martin Wood    | Brad Wright                                        | 14 de noviembre de 2016 (Showcase) 23 de diciembre de 2016 (Netflix) |
| MacLaren se encuentra solo mientras lucha por desentrañar el misterio de la repentina desaparición de su equipo. |              |              |                |                                                    |                                                                      |
| 6 | 6            | «Helios-685» | Helen Shaver   | Rebecca Hales                                      | 21 de noviembre de 2016 (Showcase) 23 de diciembre de 2016 (Netflix) |
| Aprendemos por qué el equipo ha sido enviado al siglo XXI y las repercusiones que una misión exitosa podría tener sobre todos ellos. |              |              |                |                                                    |                                                                      |
| 7 | 7            | «Protocol 5» | Helen Shaver   | SB Edwards, Ashley Park, Pat Smith & Jason Whiting | 28 de noviembre de 2016 (Showcase) 23 de diciembre de 2016 (Netflix) |
| Los efectos secundarios del antídoto del último episodio amenazan con exponer al equipo a quienes los rodean. |              |              |                |                                                    |                                                                      |
| 8 | 8            | «Donner»     | Will Waring    | Ashley Park & Pat Smith                            | 5 de diciembre de 2016 (Showcase) 23 de diciembre de 2016 (Netflix)  |
| MacLaren investiga las muertes de un grupo recién llegado de viajeros cuando una bomba no puede ser desactivada. |              |              |                |                                                    |                                                                      |
| 9 | 9            | «Bishop»     | Will Waring    | Amanda Smith                                       | 12 de diciembre de 2016 (Showcase) 23 de diciembre de 2016 (Netflix) |
| MacLaren se encuentra en una difícil posición después de que recibe instrucciones para una misión de la que desconoce el objetivo. Los otros miembros del equipo se reúnen después de enterarse de que su líder está en grave peligro. |              |              |                |                                                    |                                                                      |
| 10 | 10           | «Kathryn»    | Andy Mikita    | Jason Whiting & SB Edwards                         | 19 de diciembre de 2016 (Showcase) 23 de diciembre de 2016 (Netflix) |
| Después de casi morir en el accidente de avión, el agente MacClaren está en cuidados intensivos bajo la supervisión de su equipo y de otros viajeros médicos. MacClaren experimenta recuerdos de la relación de su anfitrión con su esposa. El equipo trabaja duro para ocultar los cabos sueltos que se dejaron luego del accidente y que pueden generar sospechas. Los recuerdos de Kathryn de estar en el avión son eliminados, y ella trata de localizar a su marido. |              |              |                |                                                    |                                                                      |
| 11 | 11           | «Marcy»      | Andy Mikita    | Jason Whiting                                      | 26 de diciembre de 2016 (Showcase) 23 de diciembre de 2016 (Netflix) |
| Trevor trata de detener a la Sra. Grace de ser suplantada por un viajero, por lo que la secuestra y la lleva a un bosque, lejos de la tecnología para que no pueda ser detectada por el director. Marcy comienza a sucumbir a los defectos de su cerebro y no le queda mucho tiempo. El Director envía al Viajero 0014 para ayudar a Marcy, pero la solución requerirá un gran sacrificio. |              |              |                |                                                    |                                                                      |
| 12 | 12           | «Grace»      | Amanda Tapping | Ashley Park                                        | 2 de enero de 2017 (Showcase) 23 de diciembre de 2016 (Netflix)      |
| Una facción revolucionaria de viajeros está enviando a gente al siglo XXI para arruinar los planes del Director, que está fuera de línea debido a un reinicio iniciado por Grace a través del tratamiento de Marcy. Marcy intenta lidiar con su situación con David. La lealtad del equipo hacia el director y hacia ellos mismos es puesta a prueba. |              |              |                |                                                    |                                                                      |

### Segunda temporada (2017)
| N.º en serie | N.º en temp. | Título          | Dirigido por   | Escrito por                  | Fecha de emisión original |
| --- | ------------ | --------------- | -------------- | ---------------------------- | ------------------------- |
| 13 | 1            | «Ave Machina»   | Andy Mikita    | Brad Wright                  | 16 de octubre de 2017     |
| 14 | 2            | «Protocol 4»    | Andy Mikita    | Jason Whiting                | 23 de octubre de 2017     |
| 15 | 3            | «Jacob»         | Andy Mikita    | Pat Smith & Ashley Park      | 30 de octubre de 2017     |
| 16 | 4            | «11:27»         | Amanda Tapping | Ashley Park & Pat Smith      | 6 de noviembre de 2017    |
| 17 | 5            | «Jenny»         | Andy Mikita    | Jason Whiting & Ken Kabatoff | 13 de noviembre de 2017   |
| 18 | 6            | «U235»          | Andy Mikita    | Ashley Park & Pat Smith      | 20 de noviembre de 2017   |
| 19 | 7            | «17 Minutes»    | Amanda Tapping | Brad Wright                  | 27 de noviembre de 2017   |
| 20 | 8            | «Traveler 0027» | Amanda Tapping | Ashley Park                  | 4 de diciembre de 2017    |
| 21 | 9            | «Update»        | Amanda Tapping | Pat Smith                    | 11 de diciembre de 2017   |
| 22 | 10           | «21C»           | Will Waring    | Brad Wright                  | 11 de diciembre de 2017   |
| 23 | 11           | «Simon»         | Will Waring    | Jason Whiting                | 18 de diciembre de 2017   |
| 24 | 12           | «001»           | Eric McCormack | Ken Kabatoff                 | 18 de diciembre de 2017   |
| El viajero 001 se prepara para realizar su jugada final, para lo cual utiliza y manipula a Simón quien lo ayuda a construir una máquina para transferir su conciencia, mientras los seres queridos de los viajeros siguen secuestrados. |              |                 |                |                              |                           |

### Tercera temporada (2018)
| N.º en serie | N.º en temp. | Título           | Dirigido por    | Escrito por                  | Fecha de lanzamiento original |
| --- | ------------ | ---------------- | --------------- | ---------------------------- | ----------------------------- |
| 25 | 1            | «Ilsa»           | Eric McCormack  | Brad Wright                  | 14 de diciembre de 2018       |
| El equipo está en aprietos y llevan a sus amigos secuestrados a una casa de seguridad para hacerles creer que han sido secuestrados por un grupo terrorista, pero no todos creen esa mentira, mientras que aparece el director en forma de una nueva inteligencia artificial Ilsa.                                                                |              |                  |                 |                              |                               |
| 26 | 2            | «Yates»          | Andy Mikita     | Ken Kabatoff                 | 14 de diciembre de 2018       |
| Es toda una noticia la existencia de los viajeros son reales para muchas personas gracias a que un reportero está dedicado a exponerlos, incluso señala a personas que no lo son. |              |                  |                 |                              |                               |
| 27 | 3            | «Protocol 3»     | Andy Mikita     | Jason Whiting                | 14 de diciembre de 2018       |
| una nueva misión pone a prueba a todo el equipo, y es asesinar al Alekzander el niño que salvaron en la temporada uno porque en el futuro se convertirá en alquien muy malvado. |              |                  |                 |                              |                               |
| 28 | 4            | «Perrow»         | Amanda Tapping  | Pat Smith                    | 14 de diciembre de 2018       |
| El viajero 001 es interceptado por un grupo al parecer de la facción quienes tratarán de salvarlo y buscan su ayuda para poder sobrevivir en el siglo XXI y así tomar el control en el futuro al enviar su consciencia. |              |                  |                 |                              |                               |
| 29 | 5            | «Naomi»          | Amanda Tapping  | Ashley Park                  | 14 de diciembre de 2018       |
| Para evitar un desastre nuclear se envia un mensajero al cuerpo de una niña de un grupo escolar que visita las instalaciones que están en peligro y contra el tiempo logra evitar la catástrofe; sin embargo, algo pasó con la niña que repite el código con la que fue enviada.                                                                  |              |                  |                 |                              |                               |
| 30 | 6            | «Philip»         | Will Waring     | Pat Smith                    | 14 de diciembre de 2018       |
| Phillip en medio de una actualización es capturado por la facción. Se enfrenta al dilema de decidir si continua con su equipo siguiendo las órdenes del director o traicionarlos y hacer parte de la facción para salvar las vidas que ellos consideran.                                                                                          |              |                  |                 |                              |                               |
| 31 | 7            | «Trevor»         | Will Waring     | Ashley Park                  | 14 de diciembre de 2018       |
| Trevor descubre que presenta afacias que poco a poco lo dejan desconectado del presente. El equipo es contactado por el director a través de Ilsa y se entrevista con él. Al final el equipo y Trevor deben prepararse para que un nuevo viajero ocupe el cuerpo actual de Trevor y tendrán que lidiar con todo lo que implica la muerte de 0115. |              |                  |                 |                              |                               |
| 32 | 8            | «Archive»        | Amanda Tapping  | Ken Kabatoff                 | 14 de diciembre de 2018       |
| Un asesino en serie es capturado por el FBI pero es un viajero que debe escapar para evitar una catástrofe en el futuro. Mientras tanto David se ve envuelto en extrañas circunstancias para proteger a una archivadora capturada por la facción.                                                                                                 |              |                  |                 |                              |                               |
| 33 | 9            | «David»          | Bryan C. Knight | Jason Whiting                | 14 de diciembre de 2018       |
| Después del ataque de la facción y de múltiples estallidos nucleares en todo el mundo, David con apoyo del equipo de viajeros logra deshabilitar la bomba en New York. Ahora el equipo, Marcy y David deben lidiar con la inminente muerte de David por la radiación a la que estuvo expuesto.                                                    |              |                  |                 |                              |                               |
| 34 | 10           | «Protocol Omega» | Amanda Tapping  | Heath Affolter & Brad Wright | 14 de diciembre de 2018       |
| La línea de tiempo que se ha desarrollado está llegando a su fin. Se implementará el protocolo Omega y el director dejará de intervenir. |              |                  |                 |                              |                               |

## Críticas
Hahn Nguyen, escribiendo para IndieWire, da a los tres primeros episodios un grado de "B+", encontrando el atractivo de la serie en "cómo el grupo central de cinco viajeros se adapta a la vida en nuestro presente", señalando "la naturaleza humana en los viajeros". Neil Genzlinger, escribiendo para The New York Times, describió el programa como "sabroso", y "agradable ciencia ficción si se puede ignorar las contradicciones", con "algunos que llaman la atención florecen y actúan bien".